# Aceh Singkil

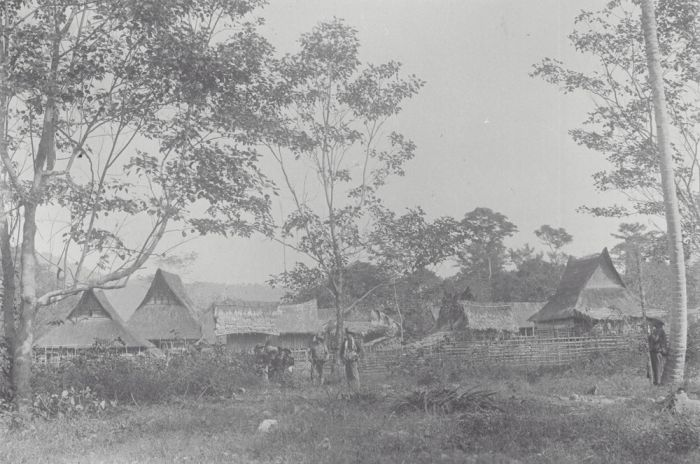
Dorpsgezicht met militairen Boven Singkil Atjeh (collectie Tropenmuseum, Amsterdam

Aceh Singkil is een regentschap in de provincie Atjeh op Sumatra, Indonesië. Het regentschap heeft 102.213 inwoners (2010) en heeft een oppervlakte van 2597 km². De hoofdstad van Aceh Singkil is Singkil.
Het regentschap is onderverdeeld in 9 onderdistricten (kecamatan):
1. Danau Paris
2. Gunung Meriah
3. Kota Baharu
4. Kuala Baru
5. Pulau Banyak
6. Simpang Kanan
7. Singkil
8. Singkil Utara
9. Singkohor